# Фолкер Браун
Фолкер Браун (на немски: Volker Braun) е германски поет, белетрист и драматург.

## Биография и творчество
Роден е на 7 май 1939 г. в Дрезден. След като сменя много професии – печатар, подземен строителен работник, машинист, – Фолкер Браун следва философия в Лайпциг.
През 1965 г. публикува първата си стихосбирка „Провокация към себе си“ (1965) и става драматург в Брехтовия театър „Берлинер ансамбъл“. Следват стихосбирката „Временно“ (1966) и книгата „Обявяване на война“ (1967) – стихове за Виетнам със снимки. Днешният ден като пресечна точка между миналото и бъдещето поетът разглежда в стихосбирката „Ние, а не те“  (1970), която му донася литературната награда на Министерството на културата на ГДР „Хайнрих Хайне“ (1971). И следващите му поетически книги – „Против симетричния свят“ (1974) и „Трениране на изправения вървеж“ (1979) – имат за тема мирния труд и радостта от живота, любовта, волното единство с природата, за да се ускори по този начин мечтаното „настъпване на бъдещето“.

## Поетика
В ранните си стихове Фолкер Браун се изявява като хронист и първопроходец за своето поколение – творбите му, изпълнени с жаргона на строителните площадки и пресъздаващи света на модерната техника, намират широк отзвук, особено сред младежта. Духът на поезията му, творчески сродна с лириката на Владимир Маяковски и Бертолт Брехт, изразява богат и противоречив житейски опит: тя е полемична към всичко назадничаво и пошло, с което често влиза в противоречие с официалните норми на живот в ГДР.

## ГДР и ФРГ
През 1976 г. Фолкер Браун подписва протест срещу лишаването от гражданство на поета Волф Бирман и е подложен на непрекъснат натиск от службите на Държавна сигурност. В 1982 г. поетът напуска Съюза на писателите в ГДР. Все пак успява да издаде книгата си с поезия „Бавно хрущящо утро“ (1987).
След политическата промяна в Германия през 1989 г. Фолкер Браун публикува стихосбирките „Прусия – градина на удоволствията“ (1996), „Тумулус“ (1999) и „За красивите смехории“ (2005). Поетът се установява да живее в Берлин.
Поетът е член на Берлинската академия на изкуствата, Саксонската академия на изкуствата, Немската академия за изобразителни изкуства във Франкфурт на Майн и на Немската академия за език и литература в Дармщат. Фолкер Браун изнася лекции по поетика в университетите на Хайделберг, Цюрих и Касел.

## Награди и отличия
- 1964: Erich-Weinert-Medaille
- 1971: „Награда Хайнрих Хайне“ на Министерството на културата (ГДР)
- 1980: „Награда Хайнрих Ман“ на Академията на изкуствата (ГДР)
- 1981: „Награда Лесинг“ (ГДР)
- 1986: „Бременска литературна награда“
- 1988: „Национална награда на ГДР“
- 1989: „Берлинска литературна награда“
- 1992: „Награда Фридрих Шилер“ на провинция Баден-Вюртемберг
- 1993: Stipendium der Villa Massimo
- 1994: Gast der Universität Wales
- 1995: Calwer Hermann-Hesse-Stipendium
- 1996: „Награда на немската критика“
- 1996: Poetik-Vorlesungen an der Ruprecht-Karls-Universität Heidelberg
- 1996: Mitglied der Deutschen Akademie für Sprache und Dichtung und der Sächsischen Akademie der Künste
- 1998: „Награда Ханс Ерих Носак“
- 1998: Erwin-Strittmatter-Preis
- 2000: Brüder-Grimm-Professur an der Universität Kassel
- 2000: „Награда Георг Бюхнер“
- 2006: Wahl zum Direktor der Sektion Literatur der Akademie der Künste (Berlin)
- 2007: „Литературна награда „Вер.ди“ на Берлин-Бранденбург“ für seine Erzählung Das Mittagsmahl
- 2009: „Награда Кандид“ (заедно с Оливия Розентал)
- 2010: Stadtschreiber zu Rheinsberg
- 2012: Ritter (Chevalier) des Ordre des Arts et des Lettres [2]
- 2012: Kunstpreis der Landeshauptstadt Dresden
- 2016: Prix international Argana de la Poésie (Marokko)